# Lutte aux Jeux olympiques d'été de 2012
Navigation
Pékin 2008 Rio de Janeiro 2016
Les épreuves de lutte aux Jeux olympiques d'été de 2012 se sont déroulées à Londres, du 5 au 12 août 2012. Deux disciplines sont au programme, la lutte libre (7 catégories masculines et 4 féminines) et la lutte gréco-romaine (7 catégories masculines).

## Site des compétitions
Les épreuves ont lieu à l'ExCeL London de Londres.

## Épreuves au programme
| Catégories  | Lutte libre | Greco-romaine |
| ----------- | ----------- | ------------- |
| - de 55 kg  | ●           | ●             |
| - de 60 kg  | ●           | ●             |
| - de 66 kg  | ●           | ●             |
| - de 74 kg  | ●           | ●             |
| - de 84 kg  | ●           | ●             |
| - de 96 kg  | ●           | ●             |
| - de 120 kg | ●           | ●             |
| Total       | 7           | 7             |

| Catégories | Lutte libre |
| ---------- | ----------- |
| - de 48 kg | ●           |
| - de 55 kg | ●           |
| - de 63 kg | ●           |
| - de 72 kg | ●           |
| Total      | 4           |

## Résultats

### Lutte gréco-romaine hommes
| Épreuves        | Or                   | Argent                  | Bronze                                           |
| --------------- | -------------------- | ----------------------- | ------------------------------------------------ |
| Moins de 55 kg  | Hamid Sourian (IRI)  | Rövşən Bayramov (AZE)   | Péter Módos (HUN) Mingiyan Semenov (RUS)         |
| Moins de 60 kg  | Omid Norouzi (IRI)   | Revaz Lashkhi (GEO)     | Zaur Kuramagomedov (RUS) Ryūtarō Matsumoto (JPN) |
| Moins de 66 kg  | Kim Hyeon-woo (KOR)  | Tamás Lőrincz (HUN)     | Manuchar Tskhadaia (GEO) Steeve Guénot (FRA)     |
| Moins de 74 kg  | Roman Vlasov (RUS)   | Arsen Julfalakyan (ARM) | Aleksandr Kazakevič (LTU) Emin Əhmədov (AZE)     |
| Moins de 84 kg  | Alan Khougaïev (RUS) | Karam Gaber (EGY)       | Daniyal Gadzhiyev (KAZ) Damian Janikowski (POL)  |
| Moins de 96 kg  | Ghasem Rezaei (IRI)  | Rustam Totrov (RUS)     | Artur Aleksanyan (ARM) Jimmy Lidberg (SWE)       |
| Moins de 120 kg | Mijaín López (CUB)   | Heiki Nabi (EST)        | Johan Eurén (SWE) Rıza Kayaalp (TUR)             |

### Lutte libre femmes
| Épreuves       | Or                      | Argent               | Bronze                                               |
| -------------- | ----------------------- | -------------------- | ---------------------------------------------------- |
| Moins de 48 kg | Hitomi Obara (JPN)      | Mariya Stadnik (AZE) | Carol Huynh (CAN) Clarissa Chun (USA)                |
| Moins de 55 kg | Saori Yoshida (JPN)     | Tonya Verbeek (CAN)  | Jackeline Rentería (COL) Yuliya Ratkeviç (AZE)       |
| Moins de 63 kg | Kaori Ichō (JPN)        | Jing Ruixue (CHN)    | Soronzonboldyn Battsetseg (MGL) Lubov Volosova (RUS) |
| Moins de 72 kg | Natalia Vorobieva (RUS) | Stanka Zlateva (BUL) | Guzel Manyurova (KAZ) Maider Unda (ESP)              |

### Lutte libre hommes
| Épreuves         | Or                                       | Argent                         | Bronze                                        |
| ---------------- | ---------------------------------------- | ------------------------------ | --------------------------------------------- |
| Moins de 55 kg   | Dzhamal Otarsultanov (RUS)               | Vladimer Khinchegashvili (GEO) | Yang Kyong-il (PRK) Shinichi Yumoto (JPN)     |
| Moins de 60 kg   | Toğrul Əsgərov (AZE)                     | Besik Kudukhov (RUS)           | Yogeshwar Dutt (IND) Coleman Scott (USA)      |
| Moins de 66 kg   | Tatsuhiro Yonemitsu (JPN)                | Sushil Kumar (IND)             | Liván López (CUB) Akzhurek Tanatarov (KAZ)    |
| Moins de 74 kg   | Jordan Burroughs (USA)                   | Sadegh Goudarzi (IRI)          | Gábor Hatos (HUN), Denis Tsargush (RUS)       |
| Moins de 84 kg   | Şərif Şərifov (AZE)                      | Jaime Espinal (PUR)            | Ehsan Lashgari (IRI) Dato Marsagishvili (GEO) |
| Moins de 96 kg   | Jake Varner (USA)                        | Valeriy Andriytsev (UKR)       | Xetaq Qazyumov (AZE) Giorgi Gogshelidze (GEO) |
| Moins de 120 kg, | Komeil Ghasemi (IRI) Bilyal Makhov (RUS) | Place non attribuée            | Tervel Dlagnev (USA) Daulet Shabanbay (KAZ)   |

## Tableau des médailles
| Rang  | Nation        | Or | Argent | Bronze | Total |
| ----- | ------------- | -- | ------ | ------ | ----- |
| 1     | Russie        | 4  | 2      | 5      | 11    |
| 2     | Japon         | 4  | 0      | 2      | 6     |
| 3     | Iran          | 3  | 1      | 2      | 6     |
| 4     | Azerbaïdjan   | 2  | 2      | 3      | 7     |
| 5     | États-Unis    | 2  | 0      | 2      | 4     |
| 6     | Ouzbékistan   | 1  | 0      | 1      | 2     |
| 6     | Cuba          | 1  | 0      | 1      | 2     |
| 8     | Corée du Sud  | 1  | 0      | 0      | 1     |
| 9     | Géorgie       | 0  | 2      | 3      | 5     |
| 10    | Arménie       | 0  | 1      | 1      | 2     |
| 10    | Canada        | 0  | 1      | 1      | 2     |
| 10    | Hongrie       | 0  | 1      | 1      | 2     |
| 10    | Inde          | 0  | 1      | 1      | 2     |
| 14    | Bulgarie      | 0  | 1      | 0      | 1     |
| 14    | Chine         | 0  | 1      | 0      | 1     |
| 14    | Égypte        | 0  | 1      | 0      | 1     |
| 14    | Estonie       | 0  | 1      | 0      | 1     |
| 14    | Porto Rico    | 0  | 1      | 0      | 1     |
| 14    | Ukraine       | 0  | 1      | 0      | 1     |
| 20    | Kazakhstan    | 0  | 0      | 3      | 3     |
| 20    | Suède         | 0  | 0      | 2      | 2     |
| 22    | Colombie      | 0  | 0      | 1      | 1     |
| 22    | France        | 0  | 0      | 1      | 1     |
| 22    | Lituanie      | 0  | 0      | 1      | 1     |
| 22    | Mongolie      | 0  | 0      | 1      | 1     |
| 22    | Corée du Nord | 0  | 0      | 1      | 1     |
| 22    | Pologne       | 0  | 0      | 1      | 1     |
| 22    | Espagne       | 0  | 0      | 1      | 1     |
| 22    | Turquie       | 0  | 0      | 1      | 1     |
| Total | Total         | 18 | 17     | 36     | 71    |